# St. Mariä Himmelfahrt (Troisdorf-Spich)

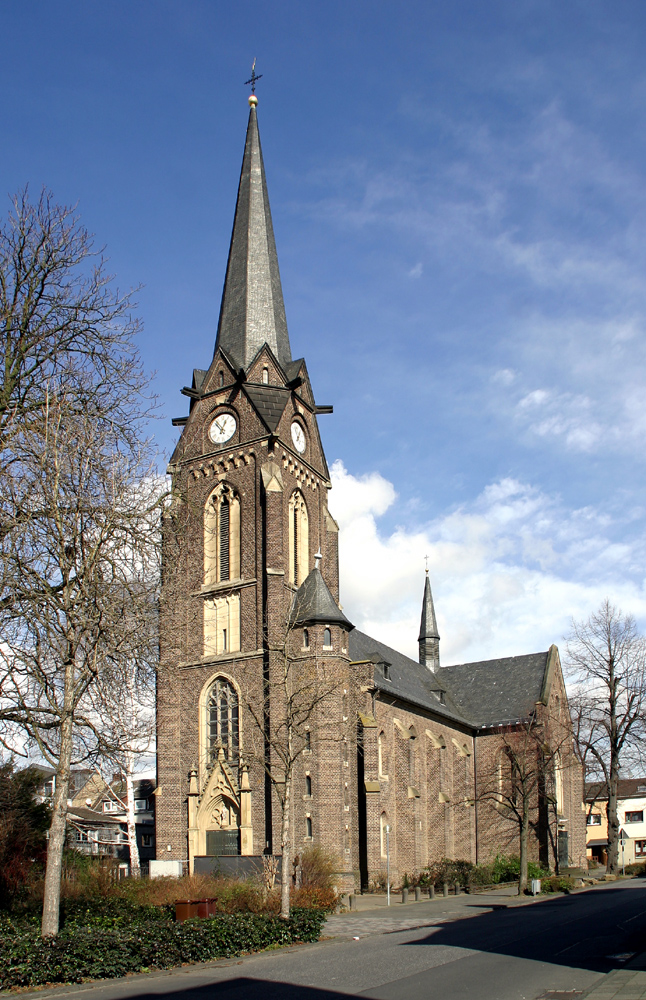
Neugotische Pfarrkirche „St. Mariä Himmelfahrt“

St. Mariä Himmelfahrt ist die römisch-katholische Pfarrkirche von Spich, einem Stadtteil von Troisdorf im nordrhein-westfälischen Rhein-Sieg-Kreis. Die Kirche steht als Baudenkmal unter Denkmalschutz.

## Geschichte
Im Jahr 1694 wurde in Spich eine erste katholische Kapelle erbaut. Die Planungen für einen größeren Kirchenbau dauerten von 1845 bis 1858. Die Kosten für den Kirchenbau wurden überwiegend durch Spenden und Schenkungen aus der Bevölkerung aufgebracht. Am 4. September 1858 wurde der Grundstein zu einer Kirche im neugotischen Stil nach Plänen des damaligen Kreisbaumeisters Eduard Gustav Joseph Court gelegt. Am 28. November 1860 wurde in der Pfarrkirche St. Mariä Himmelfahrt die erste Messe gefeiert.
Die Kirchenfenster stammen aus den 1940er und 1950er Jahren. Sie wurden unter anderem von den Glaskünstlern Karl Jörres, Hans Mennekes und Claus Kerwer sowie von der Bonner Glasmalerei Jörres gestaltet.
Im Jahr 2008 wurde die Kirche grundlegend renoviert.

## Orgel
Die erste Orgel der Pfarrkirche St. Mariä Himmelfahrt wurde im Jahr 1909 von der Orgelbaufirma Johannes Klais aus Bonn erbaut.
Das ursprüngliche Instrument wurde 1969 durch eine Orgel von der Firma Seifert ersetzt, wobei massiv in ihre Gestalt eingegriffen, der ursprüngliche Prospekt entfernt und das Instrument in das Turmzimmer der Kirche versetzt wurde. Das Pfeifenwerk der Klais-Orgel blieb erhalten.
Derzeit stellt sich die Disposition wie folgt dar:
| I Hauptwerk C–g3 |       |
| Prinzipal        | 8′    |
| Flauto           | 8′    |
| Oktave           | 4′    |
| Traversflöte     | 4′    |
| Nasard           | 2 ⁄3′ |
| Mixtur III       |       |
| Trompete         | 8′    |

| II Oberwerk C–g3  |    |
| Lieblich Gedackt  | 8′ |
| Viola di Gamba    | 8′ |
| Prinzipal         | 4′ |
| Superoktav        | 2′ |
| Sesquialter I–III |    |
| Tremulant         |    |

| Pedalwerk C–d1 |     |
| Subbass        | 16′ |
| Offenbass      | 8′  |

- Koppeln: I/II, I/P, II/P
- Spielhilfen: 1 Freie Kombination, Plenum, Zungenabsteller